# Sidhdipur
Sidhdipur (nep. सिद्धिपुर) – gaun wikas samiti we wschodniej części Nepalu w strefie Sagarmatha w dystrykcie Udayapur. Według nepalskiego spisu powszechnego z 2001 roku liczył on 603 gospodarstw domowych i 3244 mieszkańców (1613 kobiet i 1631 mężczyzn).